# Alexander Mackendrick
Alexander Mackendrick (n. 8 septembrie 1912, Boston, Massachusetts – d. 22 decembrie 1993, Los Angeles, California) a fost un regizor și profesor american de origine scoțiană. S-a născut în Boston, Massachusetts și mai târziu s-a mutat în Scoția. A realizat reclame TV înainte să regizeze filme, cele mai notabile produse pentru Ealing Studios cum ar fi Whisky Galore! (1949), The Man in the White Suit (1951) și The Ladykillers (1955).

## Biografie
Filmele sale au suferit un declin treptat după închiderea Ealing Studios și a revenit în Statele Unite pentru a deveni profesor de producere a filmelor. Este vărul scriitorului scoțian Roger MacDougall.